# 게오르게 하지
게오르게 하지(루마니아어: Gheorghe Hagi, 루마니아어 발음: [ˈGe̯orɡe ˈHad͡ʒi], 1965년 2월 5일, 루마니아 서첼레 (Săcele) ~)는 루마니아의 전 축구 선수다. 1980년대와 1990년대 유럽 최고의 공격형 미드필더 중 하나로 간주되었으며 튀르키예의 갈라타사라이 SK에서는 왕이라는 의미의 "크랄 (Kral)"이라는 별명으로 불렸다. 또한 "카르파티아의 마라도나"라는 별명으로도 불렸을만큼 루마니아와 튀르키예에서 말 그대로 영웅이라는 찬사를 받았으며 루마니아 올해의 선수상에 6번 선정된 20세기 최고의 축구 선수 가운데 하나로 손꼽힌다.
하지는 루마니아 대표팀의 일원으로 3번의 FIFA 월드컵 (1990년, 1994년, 1998년)과 3번의 UEFA 유럽 축구 선수권 대회 (1984년, 1996년, 2000년)에 출전한 바 있는데 특히 1994년 FIFA 월드컵과 UEFA 유로 2000에서 루마니아를 8강에 올려놓기도 했다. 루마니아 대표팀에서는 통산 125경기를 뛰었는데 이 기록은 도리넬 문테아누에 이어 대표팀 내에서 역대 2번째로 가장 많은 출장 기록이며 또한 총 35골을 터뜨리면서 아드리안 무투와 함께 대표팀 최다 득점자로도 등재되어 있다.
2003년 UEFA 주빌리 어워드 시상 과정에서 루마니아 축구 협회에 의해 지난 50년간 가장 뛰어난 활약을 펼친 루마니아 축구 선수에 선정되었다. 하지는 스페인의 라이벌 레알 마드리드 CF와 FC 바르셀로나 양 팀에서 뛴 얼마 안 되는 선수 중 하나이다.
2004년 펠레가 선정한 FIFA 100에 이름을 올렸다.

## 수상

#### 선수
- 디비지아 : 1986–87, 1987–88, 1988–89
- 루마니아 컵 : 1986–87, 1988–89
- 유로피언 슈퍼컵 : 1986
- 수페르코파 데 에스파냐 : 1990, 1994
- 쉬페르 리그 : 1996–97, 1997–98, 1998–99, 1999–2000
- 터키 컵 : 1998–99, 1999–2000
- 터키 슈퍼컵 : 1996, 1997
- UEFA컵 : 1999-2000
- UEFA 슈퍼컵 : 2000

#### 감독
- 터키 컵 : 2004-05
- 리가 I : 2016-17, 2022-23
- 루마니아 컵 : 2018-19
- 루마니아 슈퍼컵 : 2019

#### 개인
- 디비지아 득점왕 : 1985, 1986
- 유로피언컵 득점왕 : 1987-88
- FIFA 월드컵 올스타팀 : 1994
- 터키 올해의 선수 : 1996, 1999, 2000
- UEFA 주빌리 어워드 : 2003
- FIFA 100 : 2004
- 골든풋 : 2015
- 루마니아 올해의 감독 : 2015, 2017
- 리가 I 올해의 감독 : 2022-23

## 같이 보기
- A매치 100경기 이상 출전한 축구 선수 명단